# Лайл Тейлор
Лайл Тейлор (англ. Lyle Taylor, нар. 29 березня 1990, Стейнес) — монтсерратський футболіст, нападник національної збірної Монтсеррату. Відомий також за виступами в низці англійських та шотландських клубів, зокрема «Фолкерк», «Шеффілд Юнайтед», «Вімблдон» та «Ноттінгем Форест».

## Клубна кар'єра
Лайл Тейлор народився у передмісті Лондона Гринвічі, та є вихованцем футбольної школи клубу «Міллволл».
У дорослому футболі дебютував 2007 року виступами за команду «Стейнес Таун», в якій провів один сезон. У 2008 році повернувся до «Міллволла», проте відразу пішов у оренду до нижчолігового клубу «Істборн Боро». У 2009 році Лайл Тейлор грав у оренді в іншому нижчоліговому клубі «Конкорд Атлетик». У 2009 році Тейлор став гравцем клубу «Конкорд Ранджерс», в якому відзначився неабиякою результативністю, і наступного року став гравцем клубу з вищого рівня футбольних ліг «Борнмут». Проте в цій команді високою результативністю відзначитись йому не вдалось, і протягом наступних двох років він грав у оренді з «Борнмута» у клубах «Лівіс», «Герефорд Юнайтед» та «Вокінг».
У 2012 році Лайл Тейлор став гравцем другого шотландського дивізіону «Фолкерк». У складі «Фолкерка» протягом сезону був одним із кращих бомбардирів, відзначившись 24 забитими м'ячами у 34 матчах першості. Наступного року Тейлор став гравцем клубу третього за рівнем англійського футбольного дивізіону «Шеффілд Юнайтед». Проте в цій команді він не зумів стати гравцем основи, і з початку 2014 року переданий в оренду до шотландського клубу Прем'єр-ліги «Партік Тісл». Сезон 2014—2015 років Лайл Тейлор розпочав у складі англійського клубу третього за рівнем дивізіону «Сканторп Юнайтед», проте за півроку знову пішов у піврічну оренду до «Партік Тісл».
З початку сезону 2015—2016 року Лайл Тейлор став гравцем клубу четрертого за рівнем англійського дивізіону «Вімблдон». За рік у складі «Вімблдона» Тейлор здобув путівку до третього за рівнем англійського дивізіону. У складі «Вімблдона» Тейлор був одним серед найкращих голеодорів, у перший рік відзначившись 20 забитими м'ячами, а у двох наступних сезонах він відзначався відповідно 10 і 14 забитими м'ячами.
У 2018 році Лайл Тейлорстав гравцем клубу третього за рівнем англійського дивізіону «Чарльтон Атлетик», з яким за підсумками сезону вийшов до Чемпіоншипу. У складі лондонської команди також відзначався результативною грою, у перший сезон виступів відзначившись 21 забитим м'ячем, у другому сезоні в команді відзначився 11 забитими м'ячами.
До складу клубу «Ноттінгем Форест» приєднався 2020 року. Проте в складі ноттінгемського клубу футболіст не відзначався великою результативністю, й у 2022 року керівництво клубу віддало його в оренду до клубу «Бірмінгем Сіті», після закінчення якої Тейлор повернувся до «Ноттінгем Форест». У кінці сезону 2022—2023 років, практично не з'являючись на полі, Лайл Тейлор покинув ноттінгемський клуб.

## Виступи за збірну
2015 року дебютував в офіційних матчах у складі національної збірної Монтсеррату. У складі команди відзначився забитими м'ячами у відбіркових турнірах до чемпіонату світу 2018 року та чемпіонату світу 2022 року. На кінець 2022 року зіграв у складі збірної 13 матчів, у яких відзначився 10 забитими м'ячами.

## Особисте життя
Рідний брат Лайла Тейлора, Джоуї Тейлор, також є гравцем збірної Монтсеррату.